# Capcom's Soccer Shootout
Capcom's Soccer Shootout (conhecido no Japão por J.League Excite Stage '94) é um Jogo eletrônico de futebol para o Super Nintendo. Foi desenvolvido pela A-Max e lançado pela Capcom em 15 de setembro de 1994.
Uma curiosidade a respeito deste jogo é que ele também tem a opção de Futsal.

## Team Rankings
De acordo com o manual de instruções, abaixo temos a lista de seleções, das equipes mais fortes às mais fracas):
- Alemanha
- Itália
- Brasil
- Argentina
- Rússia
- Espanha
- México
- Holanda
- Grã-Bretanha
- França
- Estados Unidos da América
- Camarões

## Sequências
Foram lançadas duas sequências para a Super Famicom exclusivamente no Japão.